# ساخزنبرون
ساخزنبرون (به آلمانی: Sachsenbrunn) یک شهر در آلمان است که در تورینگن واقع شده‌است. ساخزنبرون ۲٬۳۰۶ نفر جمعیت دارد.